# Vengeance (gruppo musicale olandese)
I Vengeance sono un gruppo heavy metal olandese, formatosi nel 1983.

## Storia del gruppo
La band fu fondata dal cantante Leon Goewie e dal chitarrista Oscar Hollmann, nel 1983. Il nucleo originale era composto da Goewie, Hollmann, il bassista Jan Bijlsma e il batterista Matt Oligschlager. Nel 1984 firmarono un contratto con Sony Holland, e cominciarono a registrare il loro primo album insieme al chitarrista Arjen Anthony Lucassen, nel frattempo unitosi alla band. Vengeance uscì quello stesso anno. Dopo l'ingresso di John Snels al posto di Oligschlager, il successo della band proseguì con i successivi We Have Ways to Make You Rock (1986) e Take It or Leave It (1987); questi sono gli ultimi album con Hollmann alla chitarra ritmica, egli venne infatti sostituito da Jan Somers poco dopo l'uscita di Take It or Leave It. Nel 1989 venne pubblicato l'album Arabia; questo fu l'ultimo registrato con Lucassen, che fu allontanato dalla band nel 1992 e sostituito da Peer Verschuren. Due anni prima, nel 1990, anche Goewie lasciò la band, venendo sostituito da Ian Parry, con il quale la band pubblicò l'album The Last of the Fallen Heroes nel 1994. Nel 1997 Parry venne allontanato dalla band, e il suo posto tornò a Leon Goewie. L'album che sancì il ritorno del cantante fu Back from Flight 19, pubblicato proprio nel 1997. Nel 2000 viene pubblicata la raccolta Wings of an Arrow. Dopo Back from Flight 19 seguono numerosi anni di silenzio, fino alla pubblicazione di Back in the Ring nel 2006, seguito a breve distanza dal live Same, Same... But Different (2007). Nel 2008 entrò a far parte del gruppo Timo Somers, figlio di Jan Somers, come chitarrista solista; egli aveva già accompagnato la band per qualche data nel 2006, come guest. Nel 2009 venne pubblicato l'album Soul Collector. Il 28 gennaio 2011, a Mierlo, morì il chitarrista Jan Somers, colpito da un attacco cardiaco. Il nuovo album, Crystal Eye, venne pubblicato il 24 febbraio 2012 in Germania, il 27 nel resto d'Europa, e da marzo in Canada e negli Stati Uniti.
Nel 2013 venne pubblicato Piece of Cake, decimo album in studio della band.

## Formazione

### Formazione attuale
- Leon Goewie – voce (1983-1990, 1997-presente)
- Timo Somers – chitarra solista e ritmica, cori (2008-presente)
- Emile Marcelis – basso (2003-presente)
- John Emmen – batteria (2006-presente)

### Ex componenti
- Matt Oligschlager – batteria (1983-1984)
- Oscar Hollmann – chitarra ritmica (1983-1987)
- Jan Bijlsma – basso (1983-1990)
- Arjen Anthony Lucassen – chitarra solista (1984-1992)
- Ian Parry – voce (1990-1997)
- John Snels – batteria (1984-1996)
- Peer Verschuren – chitarra solista (1992-2000)
- Peter Bourbon – chitarra solista (2000-2002)
- Roland Bakker – tastiere (1997-2002)
- Barend Courbois – basso (1990-2003)
- Paul Thissen – batteria (1996-2000)
- Hans In'T Zandt – batteria (2000-2006)
- Len Ruygrock – chitarra solista (2002-2008)
- Jan Somers – chitarra ritmica (1987-2011)

## Discografia

### Album in studio
- 1984 - Vengeance
- 1986 - We Have Ways to Make You Rock
- 1987 - Take It or Leave It
- 1989 - Arabia
- 1994 - The Last of the Fallen Heroes
- 1997 - Back from Flight 19
- 2006 - Back in the Ring
- 2009 - Soul Collector
- 2012 - Crystal Eye
- 2013 - Piece of Cake

### EP
- 1986 - Only the Wind
- 1987 - Rock 'n' Roll Shower
- 1989 - If Lovin' You is Wrong

### Live
- 2007 - Same, Same... But Different

### Raccolte
- 1992 - The Last Teardrop '84-'92
- 1998 - Rock 'n' Roll Shower '84-'98
- 2000 - Wings of an Arrow
- 2006 - Collections

### Singoli
- 1986 - May Heaven Strike Me Down
- 1986 - Only the Wind
- 1987 - Ain't Gonna Take You Home
- 1987 - Looks of a Winner
- 1987 - Rock 'n' Roll Shower
- 1989 - Arabia
- 1989 - If Lovin' You is Wrong
- 1992 - As the Last Teardrop Falls
- 1997 - Planet Zilch
- 1998 - Crazy Horses